# Eva Balzarotti
Eva Balzarotti es una deportista italiana que compitió en natación sincronizada. Ganó una medalla de bronce en el Campeonato Europeo de Natación de 2002, en la prueba de equipo.

## Palmarés internacional
| Campeonato Europeo | Campeonato Europeo | Campeonato Europeo | Campeonato Europeo |
| Año                | Lugar              | Medalla            | Prueba             |
| ------------------ | ------------------ | ------------------ | ------------------ |
| 2002               | Berlín (Alemania)  | Medalla de bronce  | Equipo             |